# Euskirchen
Euskirchen este un oraș în landul Renania de Nord-Westfalia, Germania. Localitatea este oraș din anul 1302 și centrul districtului rural Euskirchen din anul 1827. Euskirchen are o populație de peste 55.000 de locuitori.
Așezarea geografică favorabilă a orașului, situat la poalele Munților Eifel, între orașele Köln și Bonn, a determinat dezvoltarea orașului Euskirchen.

## Geografie
- Orașul se întinde 15 km pe direcția nord-sud, și 14 km pe direcția est-vest.
- Având o suprafață de 139,63 km² cu o lungime a hotarelor orașului de 85 km.
- Aplasarea localității este 50° 40′0" lat. nordică și 06° 46′60" long. estică.
- Altitudine: punctul cel mai jos fiind 137 m, situat în partea nordică (Lunca Erftului) iar cel mai înalt la 412 m  n.m în pădurea Flamersheim, la sud-est de locul de agrement Steinbachtalsperre un lac artificial.
- Așezare: orașul se află la nord de Munții Eifel în depresiunea Zülpicher Börde , situat la ca 25 km de Bonn și 30 km depărtare de Köln, fiind parte a regiunii Kölner Bucht pe malul râului Erft, prin centrul orașului curge râul Veybach.

## Râuri, pâraie și baraje

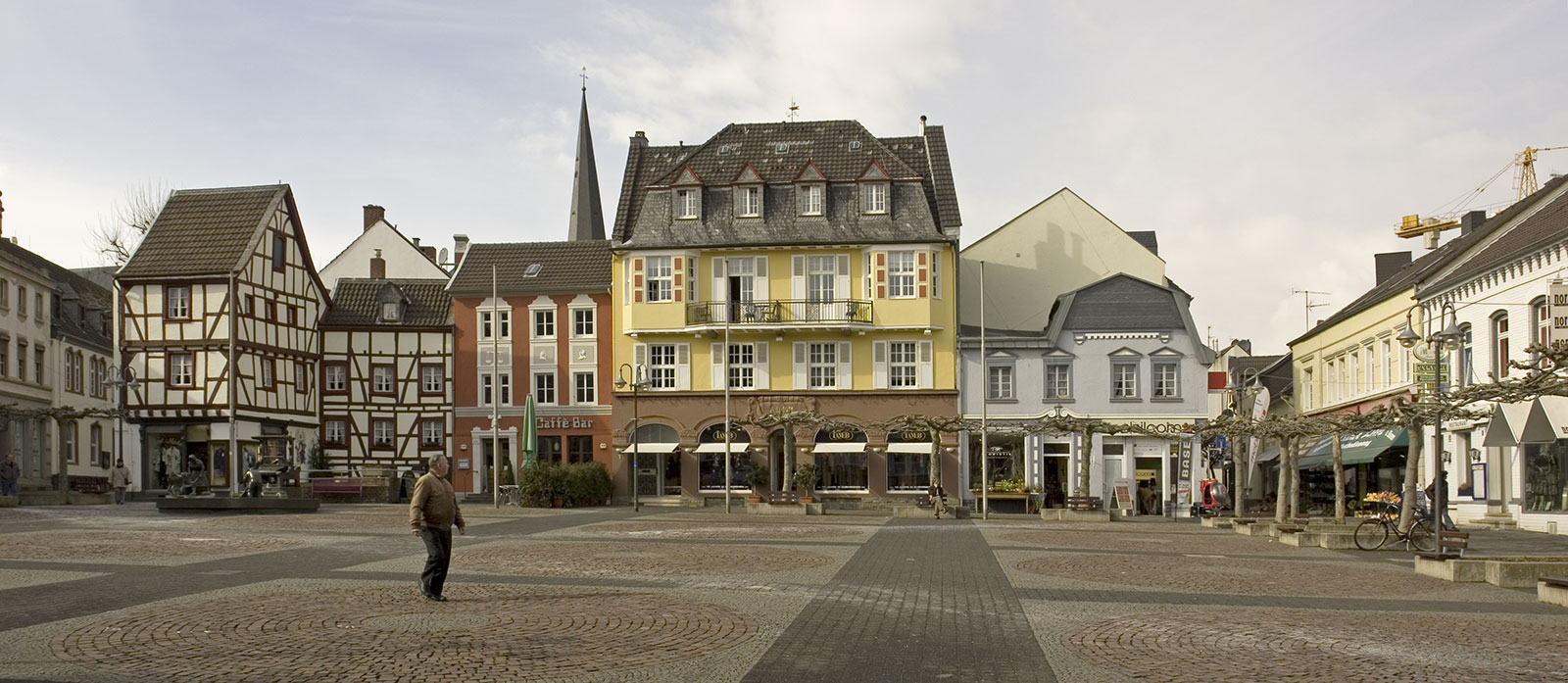
Euskirchen, Piața veche

- Erft
- Erftmühlenbach
- Steinbach / Öhrbach
- Veybach
- Bleibach
- Mitbach
- Steinbachtalsperre (baraj)
- Madbachtalsperre (baraj)

### Împărțirea administrativă a orașului cu localitățile aparținătoare
Orașul Euskirchen pe lângă orașul vechi (Altstadt), Europadorf, West-, Nord și Sud și alte 22 cartiere.

Împărțirea adminstrativă Euskirchen

| Altstadt        | Kuchenheim                                               |
| Billig          | Niederkastenholz                                         |
| Dom-Esch        | Oberwichterich                                           |
| Elsig           | Palmersheim                                              |
| Euenheim        | Rheder                                                   |
| Euskirchen      | Roitzheim Arhivat în 25 august 2006, la Wayback Machine. |
| Flamersheim     | Schweinheim                                              |
| Frauenberg      | Stotzheim                                                |
| Großbüllesheim  | Südstadt                                                 |
| Irresheim       |                                                          |
| Nordstadt       |                                                          |
| Weststadt       |                                                          |
| Europadorf      |                                                          |
| Kessenich       | Weidesheim                                               |
| Kirchheim       | Wißkirchen                                               |
| Kleinbüllesheim | Wüschheim                                                |
| Kreuzweingarten |                                                          |

### Localități vecine
|            | Weilerswist      | Swisttal  |
| Zülpich    |                  | Rheinbach |
| Mechernich | Bad Münstereifel |           |

## Istoric
Descoperirile arheologice din regiune atestă în urmă cu 3000-2000 de ani î.e.n existența unor așezări omenești. Așezarea celților datează din anii 800 - 500 î.e.n, iar urme ale francilor sunt semnalate prin cimitire, fiind și alte popoare ca eburonii, ubierii, ca. în anii 38 î.e.n găsindu-se și urme romane printr-o rețea de drumuri pe malul râului Erft. În localitatea Billig (Belgica victus) la o depărtare de 5 km de Euskirchen fiind în aceea vreme o încrucișare de drumuri romane cu un centru comercial. Între anii 500 și 800 pe locul unde se află azi Annaturmplatz (Piața Turnului Ana) era o așezare francă, în anul 870 este menționată prima oară denumirea de Euskirchen alăturându-se așezările Disternich, Rüdesheim și Kessenich. 
Începând cu 1151 biserica Sf. Martin a fost extinsă și biserica St. Georg clădită, precum prin 1270 va fi apărarea orașului prin o serie de șanțuri și valuri de pământ (ziduri) consolidată. Localitarea devine oraș în anul 1302 prin hotărârea lui Walram al VIII-lea (1277-1302) de Monschau-Falkenburg.
Din anul 1325 orașul este înconjurat de un zid de apărare cu o lungime de 1.450 m, având șapte turnuri, și patru porți.
În anul 1784 Arhidieceza de Köln a permis orașului Euskirchen să organizeze anual o sărbătoare a sfântului Donatus, în a doua duminică a lunii mai.
Până la mijlocul secolului XX în districtul Euskirchen a circulat un tren pe cale ferată îngustă, numit popular „Flutsch”. Există și în prezent o cârciumă cu denumirea „En de Flutsch”, care păstrează amintirea trenulețului respectiv.

## Industrie și economie

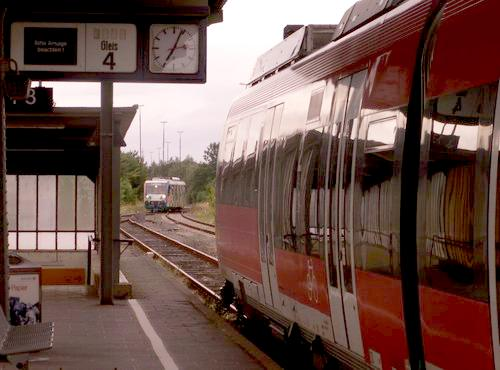
Gara de cale ferată din Euskirchen

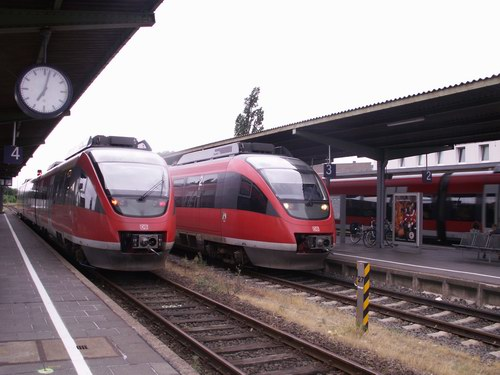
Gara de cale ferată din Euskirchen

Euskirchen are o structură economică complexă, din anul 1879 există în localitate o fabrică de zahăr (Pfeifer & Langen). 
Ramura industriei textile a fost reprezentată printr-o serie de fabrici de pânză, care însă n-a supraviețuit concurenței internaționale, însă unele s-au menținut cu succes ca fabricile Procter & Gamble (ocupă un areal de 4 miloane m²)  Nestlé Purina și Miele. Așezarea orașului oferă o comunicare bună printr-o rețea bună de șosele și cale ferată cu regiunile înconjurătoare.
| Ponderea economică pe ramuri                                | Ponderea economică pe ramuri |
| ----------------------------------------------------------- | ---------------------------- |
| Agricultură, Silvicultură, Creșterea anmalelor și Pescărie: | 0,7%                         |
| Industria de construcții:                                   | 7,9%                         |
| Ateliere:                                                   | 23,3%                        |
| Comerț, Hoteluri și Transport și comunicații:               | 27,4%                        |
| Alte Servicii:                                              | 40,7%                        |

Orașul este nod de cale ferată, având o rețea dezvoltată  cu linii duble, cu legături bune spre Bad Münstereifel, Bonn, sau linia Köln-Gerolstein–Trier (Eifel).
Orașul este racordat la rețeaua de autostrăzi, având acces la A1 (Autobahn-1) spre Köln și Trier, precum și la șoselele B-56 (Bundesstraße) spre Bonn, Düren, Zülpich, sau B-51 (spre Köln) și B-266 (spre munții Eifel).

## Centru cultural
Euskirchen are o filială a institului de cercetare „Fraunhofer” pentru științe naturale-tehnică (NT). 
Orașul are un teatru, mai multe școli elementare, două licee Marienschule și Emil-Fischer-Gymnasium, precum și mai multe școli reale (Kaplan-Kellermann-Realschule și Willi-Graf-Realschule) și licee serale.

## Imagini

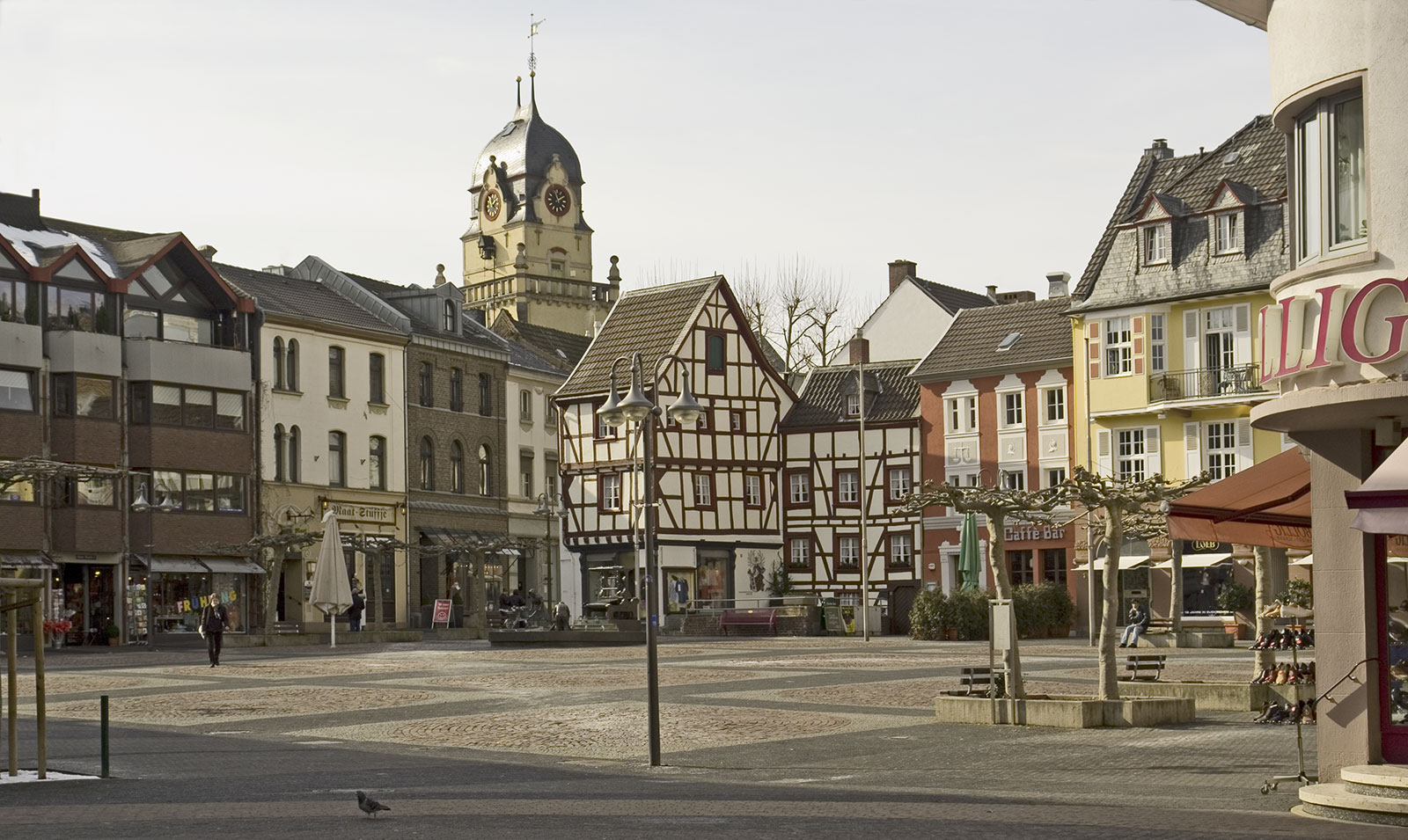
Alter Markt mit Rathausturm
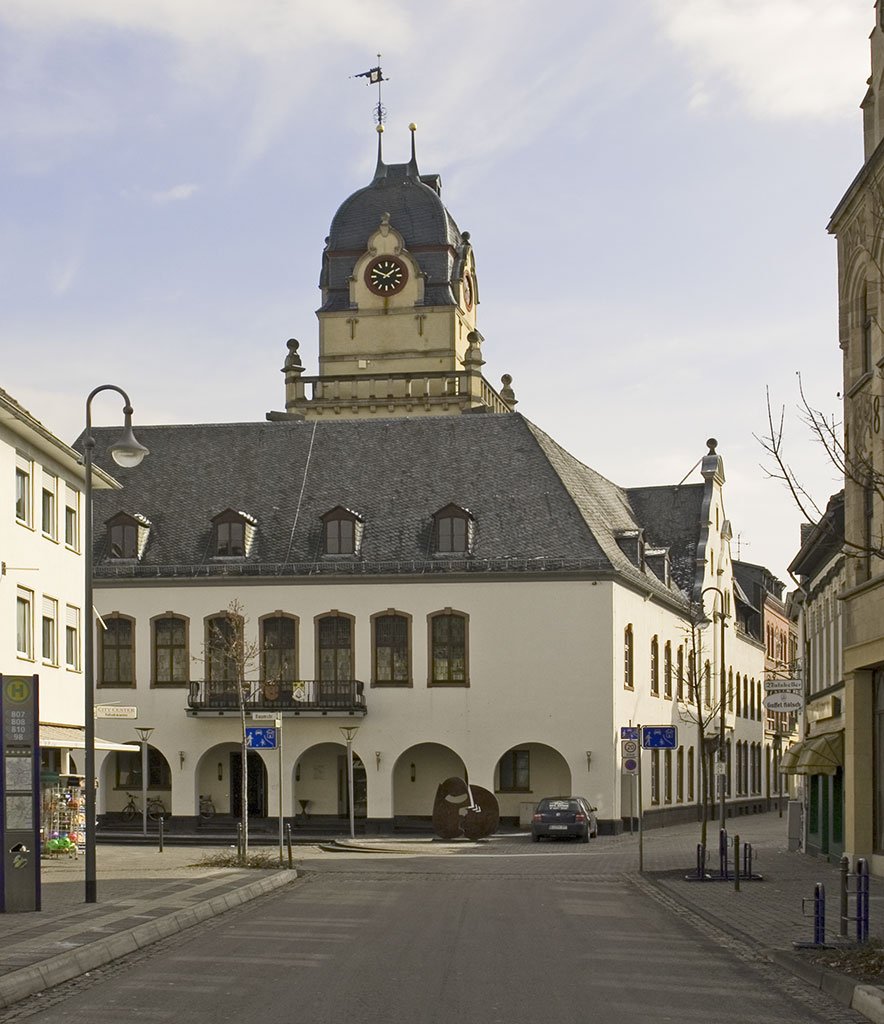
Altes Rathaus
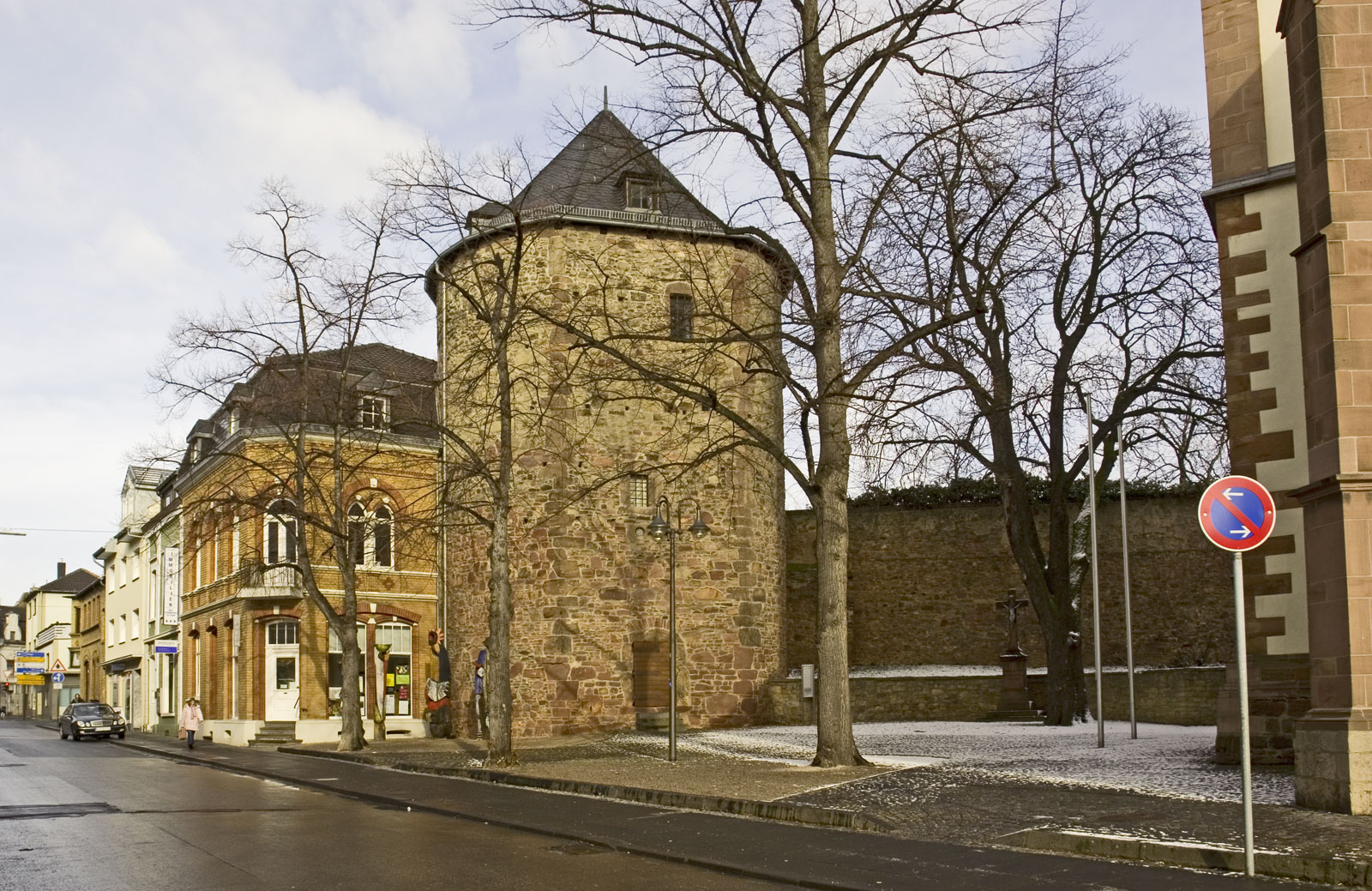
Dicker Turm und historische Stadtmauer
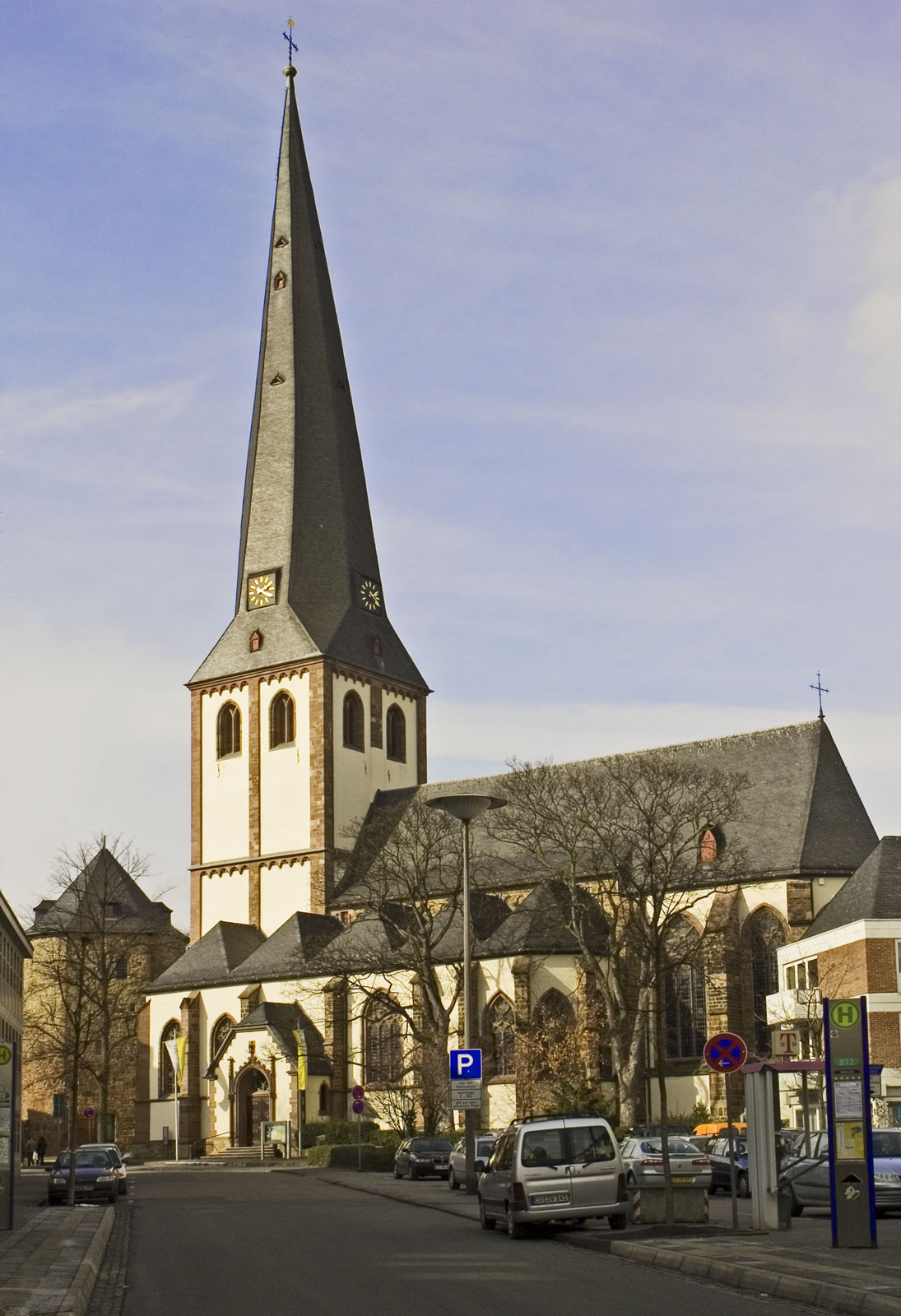
Pfarrkirche St. Martin
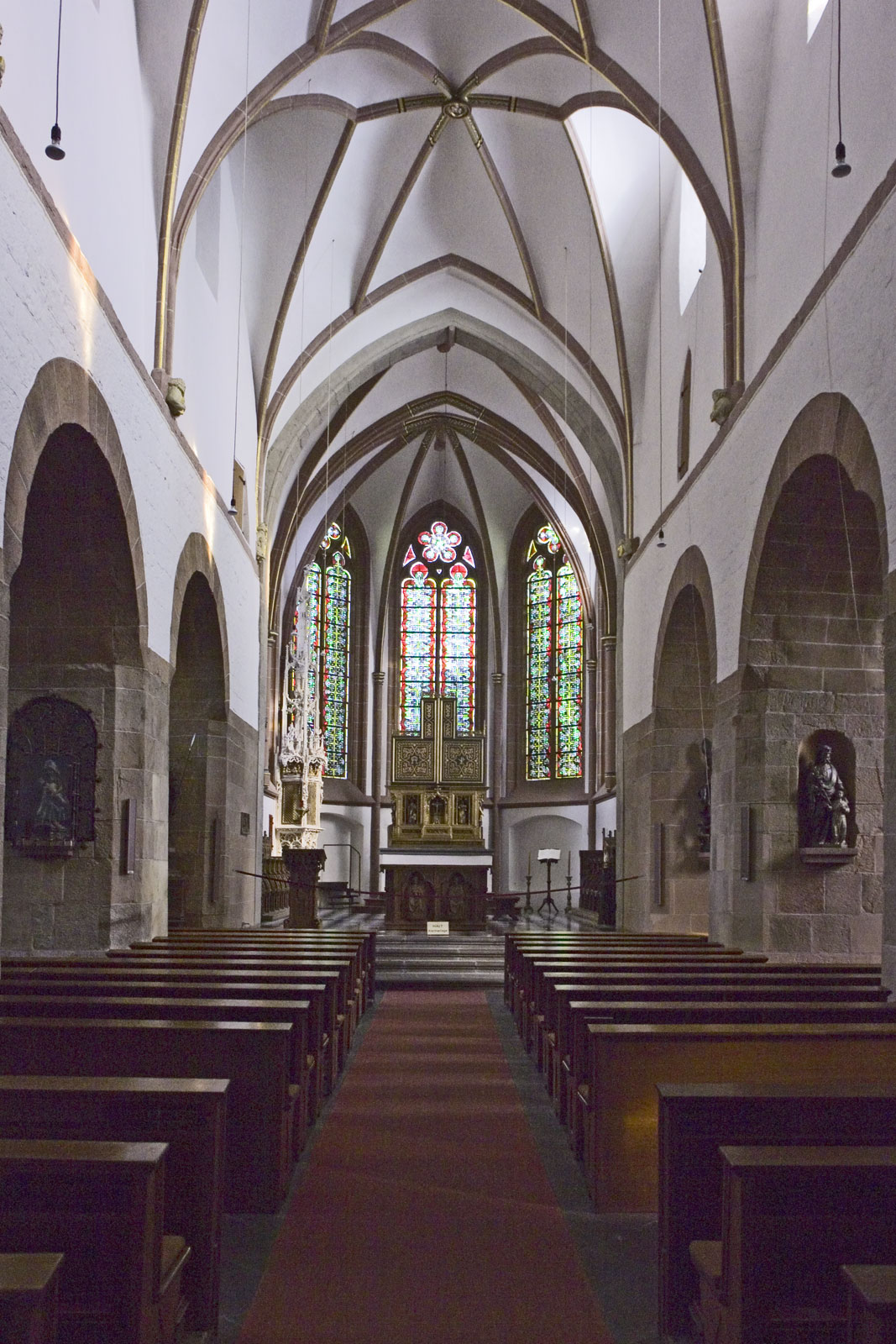
St. Martin, Mittelschiff
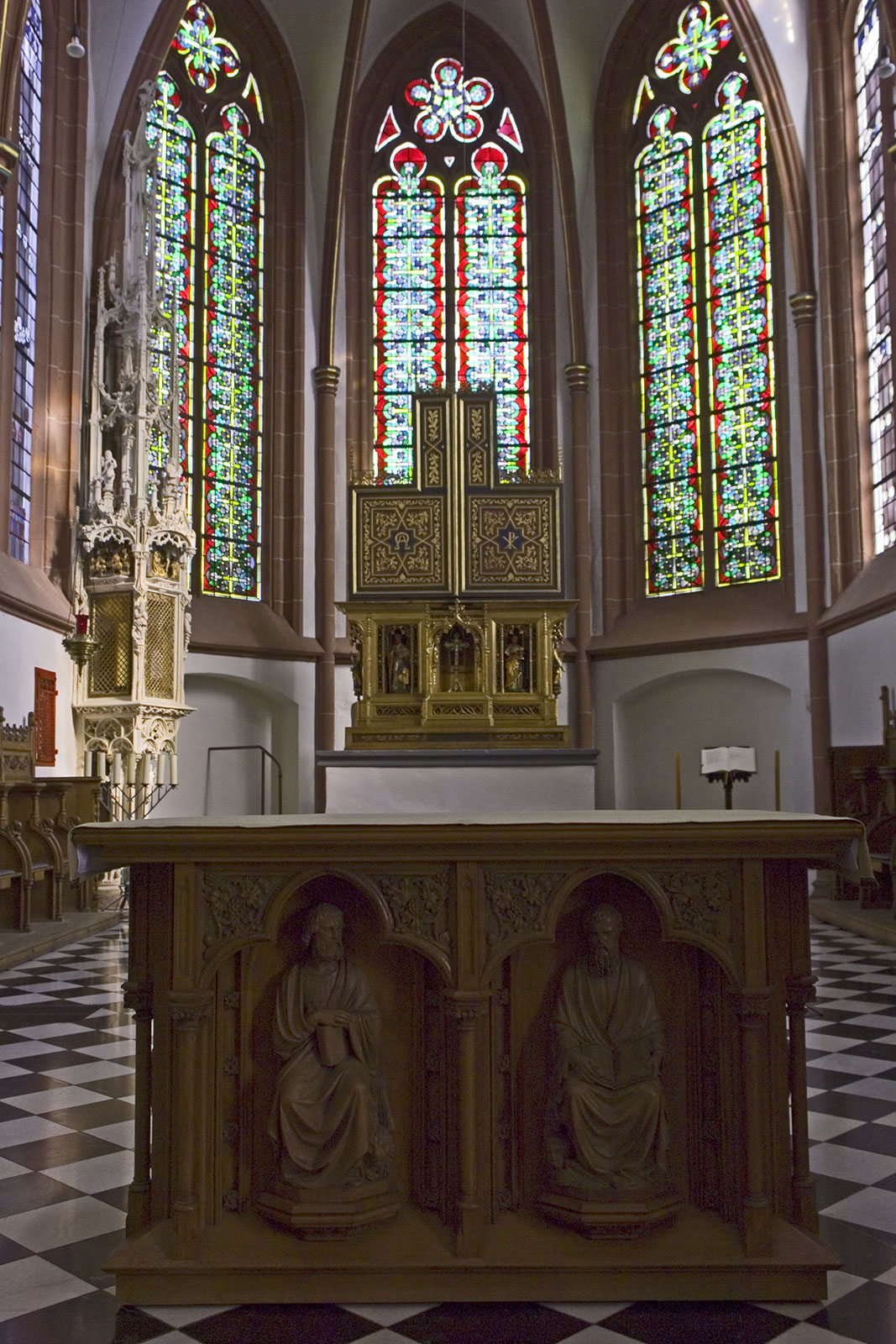
St. Martin, Altarraum
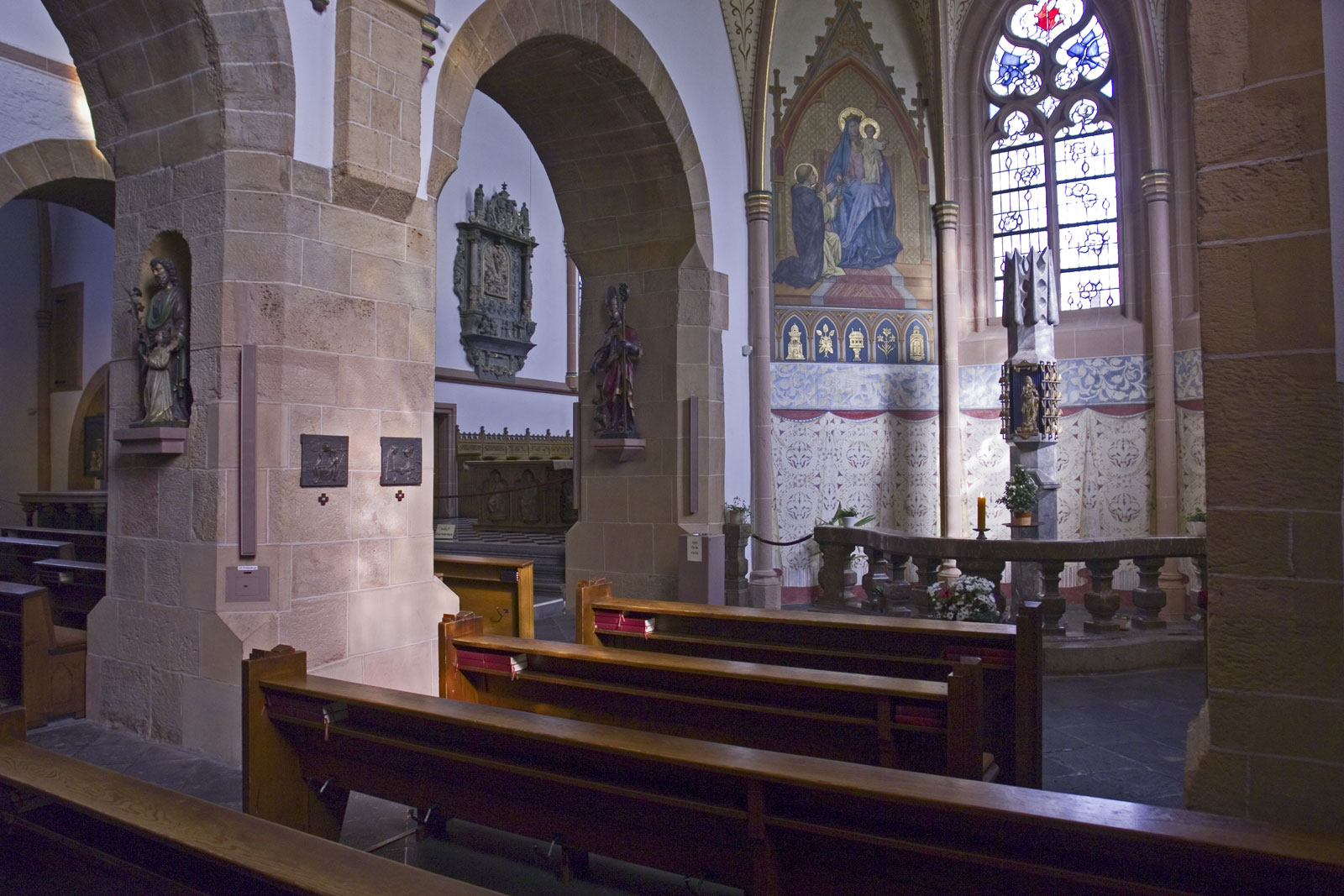
St. Martin, Rechte Seitenkapelle
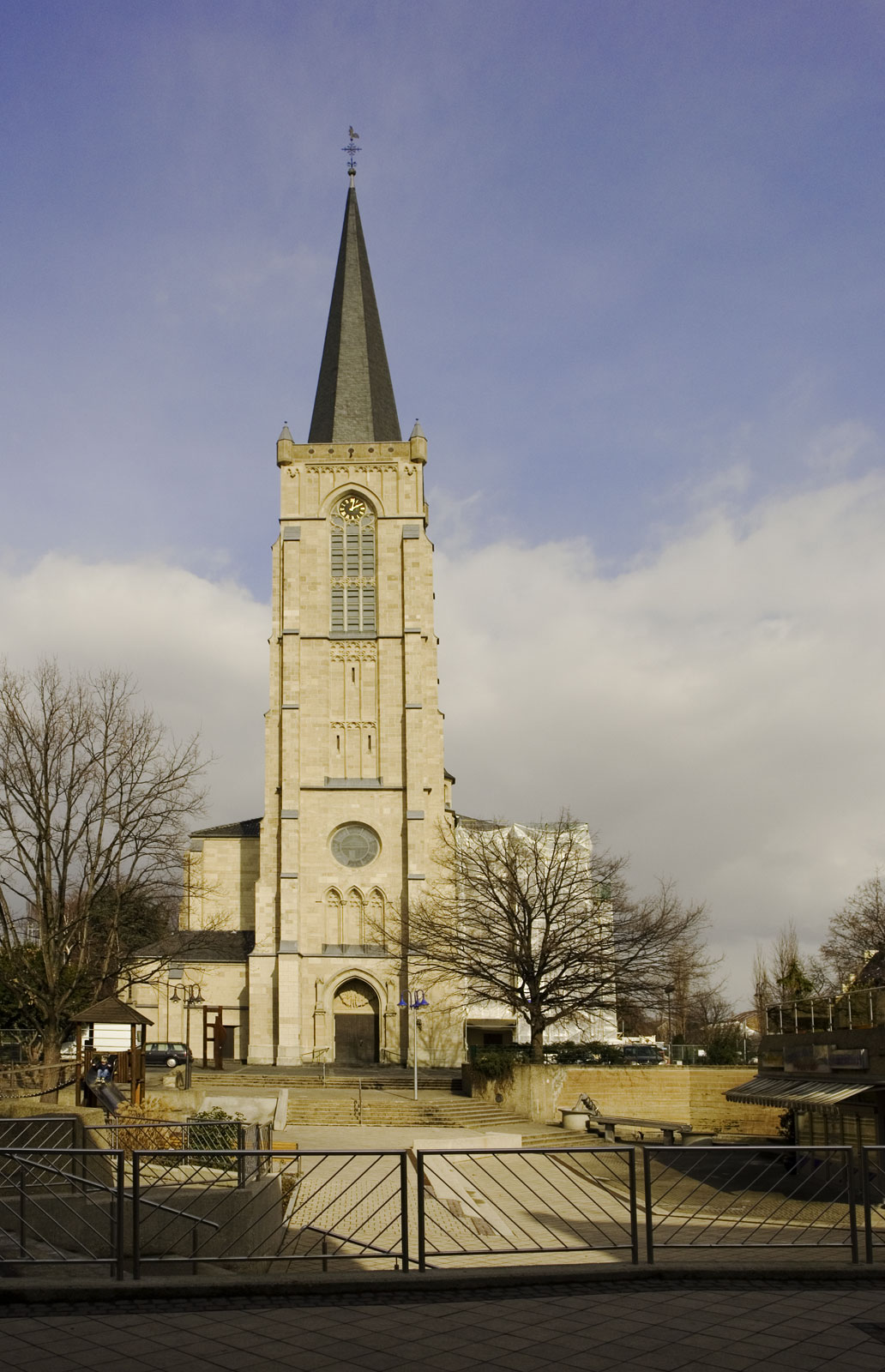
Kirche Herz-Jesu